# Ginés García Perán
Ginés García Perán (Esparragal, Puerto Lumbreras, 28 de febrer de 1941) va ser un ciclista espanyol que fou professional entre 1962 i 1968.
Els seus principal èxits foren una etapa a la Volta a Catalunya de 1962, on va acabar 3r de la general, i una victòria d'etapa al Tour de l'Avenir.
L'any 1964 va aconseguir la medalla d'argent al Campionat del Món en contrarellotge per equips
L'any 2012, se li va retre un homenatge al seu municipi, on ja hi tenia un carrer amb el seu nom.

## Palmarès
- 1962
  - 1r a la Clàssica dels Ports
  - Vencedor d'una etapa a la Volta a Catalunya
- 1963
  - Vencedor d'una etapa al Tour de l'Avenir
- 1964
  - Mdalla d'argent al Campionat del Món en contrarellotge per equips
- 1967
  - 1r a la Vuelta a los Valles Mineros i vencedor d'una etapa
  - Vencedor d'una etapa al Gran Premi Muñecas de Famosa

### Resultats a la Volta a Espanya
- 1965. 31è de la classificació general
- 1967. 24è de la classificació general

### Resultats al Tour de França
- 1965. 29è de la classificació general
- 1966. 28è de la classificació general
- 1967. 18è de la classificació general

### Resultats al Giro d'Itàlia
- 1968. 45è de la classificació general